# Juan Ruiz Casaux
Pour les articles homonymes, voir Casaux.
Juan Antonio Ruiz-Casaux y López de Carvajal,  5e marquis de Atalaya Bermeja (es), vicomte de Carrión et seigneur de Algar (San Fernando, Cadix, le 23 décembre 1889 - Madrid, 16 janvier 1972), est un violoncelliste, chef d'orchestre et professeur de musique espagnol. C'est un des membres du groupe de musiciens appelé "las tres ces" du violoncelle espagnol Casals-Casaux-Cassadó.

## Biographie

### Enfance et jeunesse
Sa venue au monde à San Fernando est due au service militaire de son père, le mathématicien et amiral de la flotte, Juan Antonio Ruiz y López de Carvajal. Dans son enfance, il suit son père dans ses différentes affectations : Ferrol, où est née sa sœur Carmen, Madrid et, à nouveau, San Fernando. Très jeune, il est allé vivre chez la famille de sa mère, Carmen Casaux, où il rencontre le violoncelliste amateur et mécène Salvador Viniegra, "découvreur" de Manuel de Falla, qui lui a donné ses premières leçons. Rapidement l'élève dépasse le maître, et Viniegra convainc la famille Casaux et, grâce à ses contacts personnels, réussit à amener Juan Antonio à Madrid, où il entre au Conservatoire et étudie avec Victor de Mirecki, dont il devient l'élève favori. En 1908 il termine ses études et obtient le premier prix du Conservatoire. Avec l'appui de son maître, il forme avec Telmo Vela le quatuor qui porte le nom de ce dernier. Il étudie la musique de chambre dans la classe Jesús de Monasterio.

### Carrière musicale
À la fin de 1908, Victor de Mirecki le présente à la Cour, à la reine Marie-Christine et à l'infante Marie-Isabelle, qui lui accordent une bourse pour étudier à Paris avec André Hekking (violoncelle) et Pierre Marsik (musique de chambre. Là il réside dans la maison du violoncelliste Luis Amato et fréquente Manuel de Falla et autres musiciens espagnols qui formaient un important groupe dans le milieu musical de la capitale française. En France, il entame durant plusieurs années une intense carrière en tant que soliste, et tout spécialement à la Société des Concerts Schiari. Plus tard, il va au Portugal, où il arrive accompagné des recommandations du maître Victor de Mirecki auprès du musicologue Moreira de Sá, avec qui il fonde la Sociedad de Música de Cámara de Oporto. Jusqu'en 1915 il se produit en soliste dans des concerts à Porto, Lisbonne, Paris et Madrid. Cette année là, Enrique Fernández Arbós lui offre la place de violoncelle soliste de l'Orchestre symphonique de Madrid. Avec cet orchestre, et sous la direction de Arbós, il crée en Espagne le Don Quichotte de Richard Strauss, qu'il redonnera en 1925 dirigé, cette fois, par le compositeur allemand.
En 1918 il rejoint le quatuor de Arbós, avec le pianiste portugais José Vianna da Motta, qui lui propose de devenir à Lisbonne le responsable de la classe de virtuosité, sans passer d'examens vu son talent. Ruiz Casaux rejette l'offre, comprenant que son futur est lié à la diffusion de la musique de chambre dans son propre pays. Ainsi, il forme un nouveau trio Costa-Terán-Casaux qui réalise des tournées dans toute l'Espagne, y compris les îles Canaries. À cette époque également, il fait la promotion du trio Cubiles-Ortiz-Casaux et celle du Trio hispano-hongrois.

### Enseignement du violoncelle
En 1920 il obtient le poste de professeur de violoncelle au Conservatoire de Madrid, où il succède à son maître et ami Victor de Mirecki. Il occupera ce poste jusqu'à sa retraite en 1962, maintenant ainsi active l'école de violoncelle de Madrid. En 1945, pour le 25e anniversaire de son entrée en poste, Joaquín Rodrigo a composé pour lui Dos piezas caballerescas pour orchestre de violoncelles, qui seront créées à l'Ateneo de Madrid le 27 mai de cette année par un ensemble de violoncelles constitué de ses élèves. D'autre part, comme compositeur, il est l'auteur, entre autres œuvres, de Seis Improptus para violonchelo solo. De même, comme professeur il a écrit divers ouvrages consacrés à son instrument de prédilection dont le Nuevo ensayo sobre la técnica del violonchelo et El violonchelo, su historia, su construcción y su enseñanza.

### L'alto «Casaux»
La relation avec la famille Mirecki est très étroite: lui s'était marié des années avant avec María Teresa, la fille aînée de son maître, et sa sœur Carmen a épousé la même année un fils de Mirecki, Alejandro, alors violon soliste de l'Orchestre symphonique de Madrid. En 1923 la reine mère, Marie-Christine, l'a nommé professeur de la Chapelle Royale et lui a transmis le poste qu'occupait son beau-père: la conservation et l'entretien de la collection palatine de Stradivarius, charge qui à partir de ce moment, a été une de ses plus grandes priorités. Le quartet d'origine ne sonnait pas au complet depuis le début du XIXe siècle, car l'alto était sorti d'Espagne dans les bagages de Joseph Bonaparte et sa piste était perdue. Casaux s'est lancé dans une patiente recherche et a localisé l'alto dans la maison Hill de Londres, où il était en parfaite condition grâce aux soins de cette famille de luthiers et de collectionneurs d'instruments. Il s'est rendu dans la capitale britannique accompagné par le roi Alphonse XIII en 1925, mais n'a pas obtenu la restitution de l'instrument, car ses propriétaires refusaient de le vendre. Après de nombreuses tentatives infructueuses, en 1951, il est arrivé à un accord avec la famille Hill, et a acheté l'alto avec l'argent du Patrimonio Nacional. Cet alto a été appelé, à partir de ce moment, et en son honneur, «alto Casaux». Une fois la collection complétée, il a maintenu les protocoles de protection établis par Víctor Mirecki et a conçu un système de conservation, avec une salle conditionnée à l'intérieur de la Bibliothèque royale, faisant partie du Palais. La direction du Patrimonio Nacional de cette époque a posé de nombreuses difficultés à Casaux pour réaliser ces travaux, et en 1960 il a fini par démissionner de sa charge de conservateur.

### Casaux et la musique de chambre
Sa principale activité jusqu'à la fin de la Guerre Civile a été la promotion de la musique de chambre. Pendant la guerre, il a épousé en secondes noces la chanteuse Julia Bazo-Vivó, qui a été un appui indispensable durant le reste de sa vie et est la mère de sa fille unique. En 1940, il a fondé la Agrupación Nacional de Música de Cámara et en 1951 la Asociación Española de Música de Cámara. Son activité dans cette dernière société s'est poursuivie durant toutes les années 1960, jusqu'à ce qu'en 1969 une maladie oblige Casaux à se retirer obligatoirement de la scène. Il est décédé le 16 janvier 1972, dans sa maison de Madrid, et il a transmis sa passion pour la musique à sa fille Mary Ruiz Casaux, qui a cédé la plus grande partie de la collection d'instruments de musique qu'avait réunie son père au Museo de Instrumentos Antiguos de Barcelone. 

## Distinctions
- Officier de l'ordre de Sant'Iago de l'Épée
- Chevalier de la Légion d'honneur

Parmi les distinctions qu'il a reçues, on peut citer: académicien de l'Académie royale des beaux-arts de San Fernando, de l'Academia Paestum (es) d'Italie, de la Academia de San Romualdo (es), et membre correspondant de celle hispano-américaine ; chevalier de l'ordre de Charles III d'Espagne, de la Légion d'honneur française et de l'ordre du Mérite de la République italienne, officier de l'ordre de Sant'Iago de l'Épée (Portugal), commandeur de l'ordre d'Alphonse X le Sage et de l'Orden del Mérito Jalifiano (es) (Maroc).